# Natalja Grigorjewna Scharina

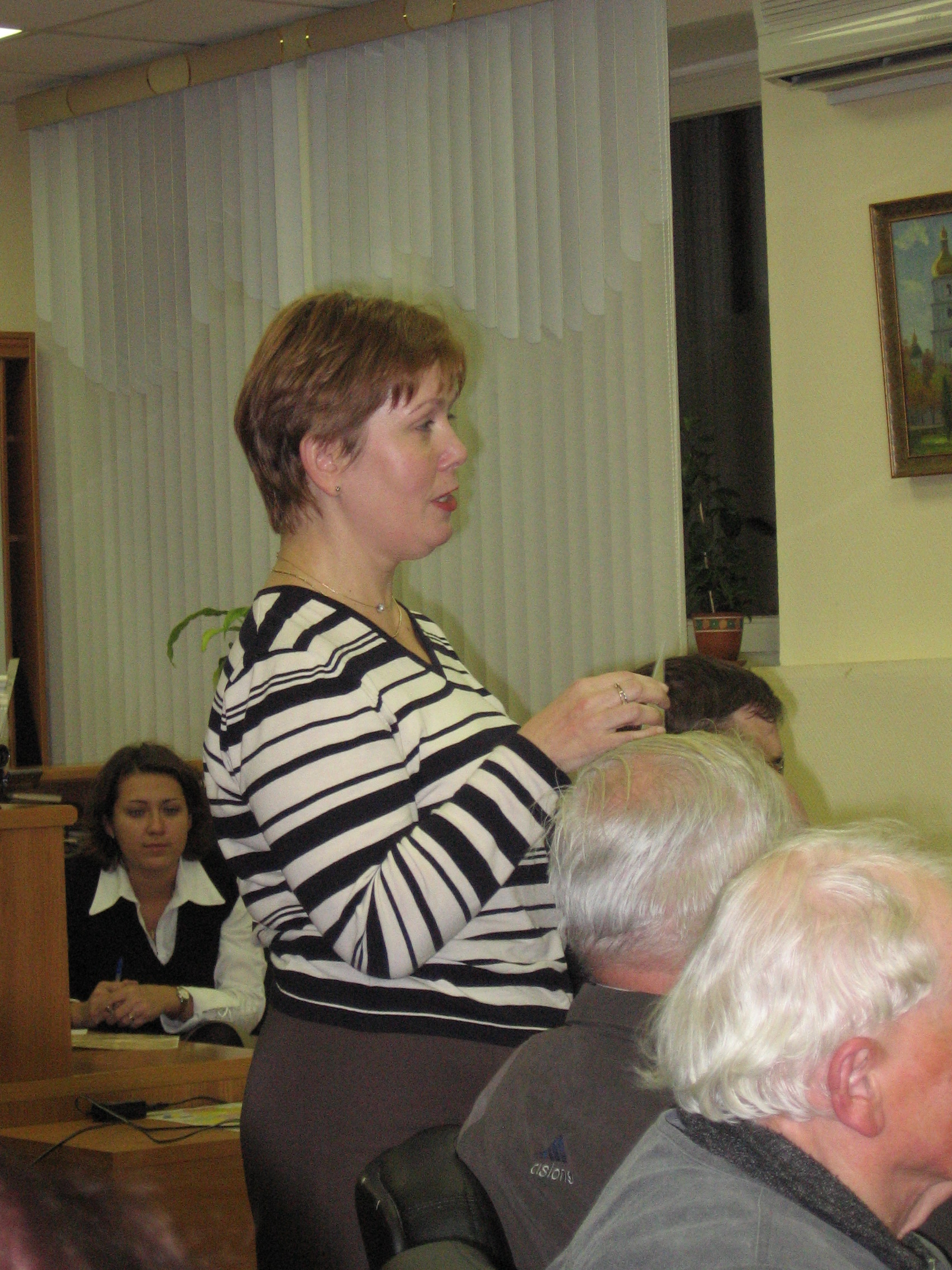
Natalja Scharina (2007)

Natalja Grigorjewna Scharina (russisch Наталья Григорьевна Шарина, englische Transkription Natalya Sharina; * 13. Juli 1957) war die Direktorin der staatlichen Bibliothek für ukrainische Literatur in Moskau. Sie steht seit Oktober 2015 unter Hausarrest. Gegen ihre Verhaftung gab es zahlreiche Proteste in Russland und im Ausland.

## Berufliche Entwicklung
Natalja Scharina studierte an der Fakultät für Sprachwissenschaft der Fernöstlichen Staatlichen Universität in Wladiwostok bis 1981. Nach Beendigung ihres Studiums arbeitete sie zunächst als Bibliothekarin. 1986 ging sie nach Moskau. Dort war sie später in der Kulturverwaltung für Bibliotheken zuständig.
2007 wurde sie Direktorin der Bibliothek für ukrainische Literatur, der einzigen Bibliothek ihrer Art in Russland, mit über 60.000 Medieneinheiten vor allem in ukrainischer Sprache.
Ihr Vorgänger war wegen zu stärken ukrainischen Nationalismus zuvor von der Stadtverwaltung entlassen worden.
Natalja Scharina beherrschte zu diesem Zeitpunkt nicht die ukrainische Sprache.
2010 wurde sie erstmals nach einer Durchsuchung der Bibliothek wegen „Verbreitung extremistischer Literatur“ vor einem Moskauer Gericht angeklagt. 2013 wurde das Verfahren eingestellt.

## Verhaftung
Am 28. Oktober 2015 fand eine Razzia in der Bibliothek durch mit Maschinengewehren bewaffnete  und maskierte OMON-Polizisten statt.
Es wurden Bücher, Zeitschriften und andere Medien beschlagnahmt, Natalja Scharina wurde verhaftet und ihre Wohnung durchsucht.
Am 30. Oktober wurde sie unter Hausarrest gestellt.
Im August 2016 wurde dieser verlängert.
Gegen Natalja Scharina wird wegen des Verdachts der Anstachelung von nationalem Hass nach Teil 2, Artikel 282 des Strafgesetzes ermittelt.
Am 3. November 2016 begann die Anhörung im Strafverfahren vor einem Moskauer Gericht. Ihr wird vorgeworfen, Bücher des ukrainischen Nationalisten Dmytro Kortschynskyj in der Bibliothek gehabt zu haben. Die betreffenden Bücher tragen jedoch keinen Bibliotheksstempel und kein Sigel der Bibliothek. Sie wurden nach Zeugenaussagen von den durchsuchenden Einheiten mit in die Bibliothek gebracht.
Außerdem wird ihr nun auch noch  Veruntreuung von 2,2 Millionen Rubel vorgeworfen. Der Anwalt von Scharina sieht den Prozess als politisch motiviert an.
Im Sommer 2017 wurde sie wegen Extremismus und Veruntreuung zu vier Jahren Haft verurteilt und am 24. April 2018 wurde das Urteil vom Moskauer Stadtgericht bestätigt.

## Reaktionen
Es gab zahlreiche Proteste in Russland und im Ausland.
Das ukrainische Außenministerium reichte nach Scharinas Verhaftung einen Protest ein. Das Ministerium verlautbarte, dass die Ermittlungen gegen Scharina „nicht der erste Versuch der Beteiligung des Kreml sei, alles ukrainische als russophob und extremistisch zu etikettieren“.
Die deutsche Bundesregierung nahm die Verhaftung mit Besorgnis zur Kenntnis.
Ebenso protestierten der Deutsche Bibliotheksverband und Amnesty International.
Das russische PEN-Zentrum gab eine Erklärung mit einem Protest gegen die Verhaftung bekannt, mit den Unterschriften der bekannten Schriftsteller Swetlana Alexijewitsch, Alexander Gelman, Sergei Ponomarenko, Lew Rubinstein, des Rockmusikers Boris Grebenschtschikow und weiterer Autoren.
Die Menschenrechtsorganisation Memorial protestierte und bezeichnete Natalja Scharina als politische Gefangene, ebenso die russische Union der Solidarität mit politischen Gefangenen. Menschenrechtsaktivisten wie die Vorsitzende der Moskauer Helsinki-Gruppe Ljudmila Alexejewa, Lew Ponomarjow und Swetlana Gannuschkina forderten in einer Petition an den russischen Staatspräsidenten Wladimir Putin ebenfalls, die politische Gefangene freizulassen.